# جندب النقب النحيل
جندب النقب النحيل (الاسم العلمي Acrotylus patruelis)، نوع من جنادب الفرقة المجنحة وفصيلة الجرادية. يوجد في كافة أنحاء أفريقيا وجنوب أوروبا وجنوب غرب آسيا. يظهر في الموائل الجافة المفتوحة ذات الأراضي العارية، مثل السافانا والمراعي وبين شجيرات منطقة البحر الأبيض المتوسط.